# Мшанна-Кольонія
Мшанна-Кольонія (пол. Mszanna-Kolonia) — село в Польщі, у гміні Воля-Угруська Володавського повіту Люблінського воєводства.
Населення — 22 особи (2011).
У 1975-1998 роках село належало до Холмського воєводства.

## Демографія
Демографічна структура станом на 31 березня 2011 року:
|          | Загалом | Допрацездатний вік | Працездатний вік | Постпрацездатний вік |
| -------- | ------- | ------------------ | ---------------- | -------------------- |
| Чоловіки | 9       | 2                  | 6                | 1                    |
| Жінки    | 13      | 4                  | 5                | 4                    |
| Разом    | 22      | 6                  | 11               | 5                    |